# Raión de Chornobai
Chornobái (en ucraniano: Чорнобаївський район) es un raión o distrito de Ucrania en el óblast de Cherkasy. 
Comprende una superficie de 1554 km².
La capital es la ciudad de Chornobái.

## Demografía
Según estimación 2010 contaba con una población total de 43788 habitantes.

## Otros datos
El código KOATUU es 7125100000. El código postal 19900 y el prefijo telefónico +380 4739.